# バーナード・F・シュッツ
バーナード・フレデリック・シュッツ（Bernard Frederick Schutz)、1946年8月11日 - ）は、アメリカ合衆国出身の物理学者である。

## 概要
一般相対性理論、特に重力波の検出の貢献で知られる。
カーディフ大学物理学・天文学部教授、ドイツのマックス・プランク重力物理学研究所(en)の所長を務めた。2019年に米国科学アカデミー会員に、2021年には相対性理論への多大な貢献が認められ英国王立協会のフェローに選出された。GEO600、LIGO、LISA にも参画。
「相対論入門」の著者としても有名。

## 受賞歴
- 2019年 - エディントン・メダル

## 著作
- 「物理学における幾何学的方法」 - 家正則・二間瀬敏史 ・観山正見 訳、吉岡書店、1987年
- 「シュッツ相対論入門 I 特殊相対論」 - 江里口良治・二間瀬敏史 訳、丸善出版、1988年
- 「シュッツ相対論入門 II 一般相対論」 - 江里口良治・二間瀬敏史 訳、丸善出版、1988年